# 莫家柵村
莫家柵村是浙江省湖州市吳興區埭溪鎮下辖的一个行政村，位於鎮區西北近郊，東接104國道，南瀕施渚（埭溪原港），西界貫邊村小仲塢，北連低丘，與茅塢村為鄰，區域總面積6.6平方公裏。全村下轄後洋畈、岩山寺、花瓶山、莫家柵、章堂塢、後對等8個村民小組，農戶數313戶，總人口1168人，勞動力614人。
全村共有耕地面積1000畝，園地412畝，林地7681畝。2007年度農村經濟總收入1809萬，其中農業收入182萬，林業收入244萬，牧業收入512萬，是一個傳統的農業村，工業企業極少，農民人均收入6207元，村級集體經濟收入22萬元。

## 旅遊
唐有名刹「上強精舍寺」，詩人白居易、錢起等名人官宦曾遊寺並題詩；上強十景中的「嘯天峰」、「雪浪崖」、「金水潭」、「石屋勘」、「平天塢」五景在村域。唐代詩人施肩吾和明代遊俠學者夏古丹、張招、張元聲等人皆棄官隱居於此，並留下無數石崖詩篇。另有被南京大學和德國吉森大學專家教授譽名為「江南第一生態良地」的風車口水庫及湖州古名菜「風車口臘兔」等。

## 外部連結
- 吳興區埭溪鎮莫家柵村[]